# 国立病院機構関門医療センター
独立行政法人国立病院機構関門医療センター（どくりつぎょうせいほうじんこくりつびょういんきこうかんもんいりょうセンター）は、山口県下関市 （長府地区） にある国立病院機構に属する病院。救命救急センターを設置しており、山口県西部を担う三次救急医療機関である。
以前は国立下関病院の名で市街地の中心部（東駅地区）にあり利便性に優れていたものの、施設が狭隘になったことから、長府外浦町 （旧下関市立水族館および旧マリンランド跡地）に移転することになり、2009年4月15日に移転。新病棟はヘリポートを備えた7階建ての建物となり、一般外来は4月17日より開始した。

## 沿革
- 1891年（明治24年） - 当時の赤間関市内に下関要塞砲兵第4連隊内に「赤間関要塞病院」を設立（その後、下関要塞病院→下関衛戍病院→下関陸軍病院に改組）。
- 1939年（昭和14年）2月11日 - 当時の豊浦郡小串村（後の豊浦町→下関市）に、山口県立小串結核療養所設立（後に、日本医療団小串清風荘→国立療養所小串清風荘に改組）。
- 1944年（昭和19年）6月1日 - 当時の豊浦郡小串村に、広島陸軍第一病院小串転地療養所を創設（後に、山口陸軍病院小串分院→国立山口病院に改組）。
- 1967年（昭和42年）4月1日 - 国立山口病院と国立療養所小串清風荘を統合、改めて国立療養所山口病院となる。
- 1981年（昭和56年）4月1日 - 国立療養所山口病院を国立山口病院に改組。
- 2000年（平成12年）7月1日 - 国立山口病院と旧国立下関病院が下関にて統合、改めて国立下関病院となる。旧国立山口病院の設備は下関市が取得、済生会の運営により「下関市立済生会豊浦病院」となる。
- 2004年（平成16年）4月1日 - 独立行政法人国立病院機構に移行、独立行政法人国立病院機構関門医療センターとなる。
- 2005年（平成17年）5月1日 - 3次救急医療機関に指定。（山口県内では4番目、下関医療圏では唯一の指定機関で、長門医療圏も視野に入れた指定。）
- 2009年（平成21年）4月10日 - 東駅地区の旧病院での外来診療を停止。
- 2009年（平成21年）4月15日 - 長府外浦町に新築した新病院に入院患者を移動。
- 2009年（平成21年）4月17日 - 新病院での外来診療を再開。
- 2010年（平成22年）11月 - 災害拠点病院（地域災害医療センター）の指定を受ける[2]。

## 部門・主機能

### 部門[3]
- 診療部
  - 総合診療
  - 総合診療（研修医）
  - 女性総合診療
  - 内科
  - 糖尿病・血液内科
  - 循環器内科
  - 呼吸器内科
  - 消化器内科
  - 肝臓内科
  - 腫瘍内科
  - 脳神経内科
  - 精神科
  - 心理カウンセリング
  - 放射線治療科
  - 放射線診断科
  - 麻酔科・ペインクリニック
  - 乳腺外科
  - 呼吸器外科
  - 外科 消化器外科・内視鏡外科
  - 心臓血管外科
  - 足の疾患センター
  - 脳神経外科
  - 機能的脳神経外科
  - 整形外科
  - リウマチ科
  - 人工膝関節・膝スポーツセンター
  - 泌尿器科
  - 眼科
  - 耳鼻咽喉科
  - 歯科口腔外科
  - 小児科
  - 産婦人科
  - 形成外科
  - 皮膚科
  - リハビリテーション科
  - 透析センター
  - 病理診断科
  - 臨床検査科
  - セカンドオピニオン外来
  - 救急科 ER24
  - 集中治療室（ICU）
  - 人間ドック

- 看護部
  - 看護部
  - 認定看護師
  - 手術・中央材料室
  - 4C（4階）
  - 5C（5階）
  - 6C（6階）
  - 7C（7階）
  - 5B（5階）
  - 6B（6階）
  - 7B（7階）
  - 外来
  - 救命救急センター<E1>
  - 集中治療室（ICU）<E2>

- その他
  - 薬剤部
  - 検査科
  - 放射線科
  - 栄養管理室
  - 医療機器管理室
  - 高気圧酸素治療室
  - 地域連携室
  - 医療安全管理室

### 主機能[3]
- 保健医療機関
- 労災保険指定医療機関
- 指定自立支援医療機関（厚生医療）
- 指定自立支援医療機関（育成医療）
- 指定自立支援医療機関（精神通院医療）
- 身体障害者福祉法指定医の配置されている医療機関
- 特定疾患治療研究事業委託医療機関
- 指定療育機関
- 在宅療養後方支援病院
- DPC対象病院
- 原子爆弾被害者医療指定医療機関
- 原子爆弾被害者一般疾病医療取扱医療機関
- 公害医療機関
- 地域医療支援病院
- 臨床研修病院
- 救命救急センター
- 災害拠点病院
- 精神保健指定医の配置されている医療機関
- 結核指定医療機関
- 指定小児慢性特定疾病医療機関
- 母体保護法指定医の配置されている医療機関
- 戦傷病者特別援護法指定医療機関
- がん治療センター
- 総合診療・女性総合診療
- エイズ治療拠点病院
- 心臓病・脳神経・運動器・感覚器疾患・成育医療に係る専門医療施設
- 生活習慣病センター
- 医師臨床研修指定病院（基幹型）
- 医療機能評価認定病院・医療被ばく低減認定施設
- 難病の患者に対する医療等に関する法律（平成26年法律第50号）に基づく指定医療機関
- 高齢者の医療の確保に関する法律（昭和57年法律第80号）第7条第1項に規定する医療保険各法及び同法に基づく療養等の給付の対象とならない医療並びに公費負担医療を行わない医療機関
- 生活保護法指定医療機関（中国残留邦人等の円滑な帰国の促進並びに永住帰国した中国残留邦人及び特定配偶者の自立の支援に関する法律（平成6年法律第30号）に基づく指定医療機関を含む）

## 施設
- レストラン
- イートイン
- コンビニ
- カフェ
- 加来保美術館
- 患者図書室
- 一般図書室
- 食堂テラス
- 屋上展望デッキ
- 無料駐車場
- 大型ヘリポート